# Sitio de La Serena
El sitio de La Serena fue un episodio del levantamiento armado de las provincias, acontecido durante los meses de septiembre a diciembre de 1851 en la ciudad chilena de La Serena.
Aunque esta fue una de las tantas luchas fratricidas del siglo XIX en Chile y tuvo en la zona norte un carácter más idealista que práctico, se le considera una de las mayores gestas histórica político-militares de La Serena y la Provincia de Coquimbo; debido a que sus defensores, milicias improvisadas de cívicos y mineros, sin preparación militar alguna y que además no contaban con el armamento necesario, lograron enfrentar por varios meses un sitio en inferioridad numérica contra el Ejército central de Chile que incluía en sus filas a oficiales y soldados profesionales, junto a la artillería de algunas naves de la armada inglesa y tropas de mercenarios argentinos enviados desde Copiapó.
A pesar de esta gran diferencia entre las fuerzas beligerantes nunca se logró la rendición de la ciudad.
La importancia de estos hechos bélicos radica en que fueron las últimas expresiones de sublevación en las provincias que pusieron en duda el poder de Santiago para centralizar la vida política y administrativa del país. En los gobiernos posteriores a Montt, no se volverán a producir movimientos de importancia en este sentido, marcando el predominio del centro del país sobre las demás partes del territorio.

## Antecedentes
La revolución contra el gobierno de Montt se forjó en La Serena debido al pensamiento político liberal reinante en esa ciudad, el excesivo autoritarismo del gobierno y el odio que sentía La Serena hacia el centralismo político y económico de la capital que nunca se extinguió del todo. Posiblemente este germen liberal o pipiolo se había gestado con personajes como Clemente Morán a fines de la colonia, y a inicios de la república con los hermanos Campino y José Joaquín Vicuña entre otros. Sin embargo no fue hasta la época del gran desarrollo y descubrimientos mineros en la provincia de Coquimbo con (Arqueros, Tamaya, Brillador, La Fundición Lambert, Guayacán, La Higuera, entre otros), el auge económico y cultural del norte chico, que estas ideas se hicieron más fuertes representadas en ricos empresarios mineros liberales como Pedro Pablo Muñoz y Vicente Zorrilla que llevaron a todas las clases sociales a una revolución contra el gobierno central en torno a ideales que enfatizaban la igualdad y el regionalismo. Es importante también destacar el contacto que tuvieron los alumnos del Liceo de La Serena con los ideales que bogaban por mayores derechos e igualdad social, influenciados por la sociedad que creó Francisco Bilbao en Santiago y este a su vez por los ideales de la revolución francesa.
Por otra parte los serenenses sentían que candidatura de Montt representaba el conservadurismo y la perpetuación de la política centralista. La provincia de Coquimbo, especialmente su capital no veía con buenos ojos esta presidencia que se decía, en vez de una elección democrática nacional, se trataba de una imposición de sectores centralistas ligadas al poder de las clases dirigentes santiaguinas (pág. 106 sitio la serena volantines). Sumado a esto Manuel Montt se había ganado la antipatía local al proferir “dicterios de desprecio contra la provincia de Coquimbo en el congreso”.
En los inicios de la república, las zonas mineras del norte de Chile tenían argumentos suficientes para exigir una mayor autonomía e inversión local, ya que eran ellas las que sostuvieron la economía del país en la primera mitad del siglo XIX. Sin embargo se tenía la sensación de que la oligarquía agraria, comercial del centro del país se estaba adueñando del Estado de Chile a través de las décadas. Los gobiernos de Prieto, Bulnes y luego Montt fueron afectando los intereses de las zonas mineras. A fines de 1840, impusieron nuevos gravámenes a la minería y un aumento por la Ordenanza de Aduanas. En cambio se dictaron leyes que favorecieron sistemáticamente a los terratenientes de la zona central, como fue el caso, ese mismo año, en una ley que declaraba exentos de impuestos al trigo y la harina (pág. 139 sitio la serena volantines).
Estas fueron algunas razones que gatillaron, al menos en la zona norte, la revolución contra el poder centralizado en Santiago y luego la revolución en Copiapó de 1859.

## Cronología de los hechos más relevantes
- 5 de mayo: se crea la “Sociedad Patriótica de La Serena” pag33(Libro sitio de La Serena), sus miembros proclaman a José María de la Cruz como presidente de la república en respuesta a los hechos ocurridos el 20 de abril en Santiago(Motín de Urriola).
- 18 de julio: Ocultos en la noche entran por la “Portada de La Serena” los prófugos José Miguel Carrera Fontecilla y Benjamín Vicuña Mackenna.[8]
- 7 de septiembre: Los miembros de la Sociedad Patriótica encabezados por Pedro Pablo Muñoz toman el cuartel militar de la ciudad, requisan 36 fusiles, pistolas y sables sin derramar una sola gota de sangre. Se hace pública la insurrección tocando la “generala” en la plazuela de La Merced.[9] El Intendente Juan Melgarejo ordena a la guardia de la cárcel enfrentar la revolución por las armas, pero sus hombres desacatan la instrucción. Su ayudante, el Teniente Sepúlveda, lo arresta. De esta manera se inicia la revolución en La Serena.[10]
- 8 de septiembre: Los líderes revolucionarios de la ciudad designan como nuevo Intendente a José Miguel Carrera Fontecilla.[11]
- 13 de septiembre: El vapor Firefly, navío confiscado por la fuerza revolucionaria a Charles Lambert, parte hacia Concepción llevando la noticia de la sublevación de la provincia de Coquimbo.[12] Esta acción aseguró a los revolucionarios el momentáneo dominio del mar, puesto que el gobierno carecía de naves a vapor, pero también hizo partícipe del conflicto a la armada inglesa debido a que el Firefly llevaba bandera británica.[13]
- 19 de septiembre: El vapor Gorgon de la armada inglesa dispara contra la nave rebelde "Nueva Granada" en las cercanías del puerto de Coquimbo (pág. 132 el sitio de la serena, volantines 2012)
- 27 de septiembre: El gobierno ordena el bloqueo del puerto de Coquimbo. El vapor Gorgon parte al norte. El General José Miguel Carrera Fontecilla toma contacto con el Firefly y conoce las cartas del general Cruz, líder revolucionario de Concepción. (pág. 132 el sitio de la serena, volantines 2012)
- 28-29 de septiembre: El Firefly es atacado y capturado por el vapor Gorgon inglés. La tripulación logra ponerse a salvo en tierra. En el mismo día cae el vapor rebelde “Arauco”.[14] Se comunica el bloqueo del puerto de Coquimbo por parte del Gorgon.
- 13 de octubre: Ignacio José Prieto es enviado desde Copiapó por Jotabeche con tres escuadrones compuesto de 300 hombres, en su mayoría mercenarios argentinos,[15] para sofocar el levantamiento de La Serena; apostándose en la hacienda de La Compañía al norte de la ciudad.[16]
- 14 de octubre: En el amanecer las fuerzas Copiapinas evaden la defensa de La Serena por el camino de la playa, dirigiéndose al puerto de Coquimbo y tomándolo sin resistencia alguna.[15] Las fuerzas de la ciudad comandadas por Ignacio Alfonso, Candelario Barrios y Miguel Cavada salen a su encuentro en Peñuelas produciéndose un reñido combate que dejó unos 10 a 12 bajas en cada bando.[17] Ese mismo día el ejército de la Provincia de Coquimbo es derrotado por las tropas gobiernistas en Petorca.
- 21 de octubre: Los restos de la división Coquimbana, destrozada después de la Batalla de Petorca, entran a La Serena. José Miguel Carrera y Benjamín Vicuña Mackenna lo hacen por La Portada, mientras que Justo Arteaga llega por el camino de la playa. (pág. 23 el sitio de la serena, volantines 2012)
- 22 de octubre: José Miguel Carrera reasume su cargo de Intendente que se encontraba en manos del ciudadano Vicente Zorrilla, se da comienzo a la organización de la defensa de la ciudad. (pág. 23 el sitio de la serena, volantines 2012)
- 29 de octubre: El vapor gobiernista “Cazador” llega al puerto de Coquimbo con tropas para comenzar el enfrentamiento armado.
- 30 de octubre: Las líneas defensivas de la ciudad se refuerzan con un grupo de milicias compuestas por 30 hombres comandadas por el ovallino José Silvestre Galleguillos
- 3 de noviembre: Las tropas gobiernistas forman un cuartel en el edificio del Lazareto(cerca del actual Hospital). (pág. 23 tomo 2). En él se instalan dos obuses que bombardearían gran parte de la ciudad.
- 4 de noviembre: Los revolucionarios parapetan en la torre de San Francisco a diez fusileros. Posteriormente este punto estratégico se perdería al estar aislado del recinto fortificado y sin apoyo desde tierra para defenderse de las balas del enemigo. (pág. 26 tomo 2)
- 5 de noviembre: Se terminan de construir las defensas de la ciudad consistentes en 9 trincheras, 3 fuertes y diez cañones (pág. 286 sitio de la serena volantines). Ese mismo día comienza el cañoneo de las tropas del gobierno hacia las trincheras desde el cuartel del Lazareto. (pág. 29 tomo 2)
- 7 de noviembre: El cañoneo se hace extensivo a toda la ciudad, con el fin de amedrentar a los vecinos fuera de la zona de combate. El daño infligido en la ciudad causó el efecto contrario encendiendo aún más los ánimos entre la población.
- 8 de noviembre: Los oficiales del gobierno ofrecen un armisticio a los sitiados, sin embargo la petición fue negada. (pág. 31 tomo 2)
- 11 de noviembre: Las fuerzas sitiadoras construyen una trinchera con cañones en los “Altos de doña Antonia Campos”(cerca del actual Liceo de Niñas) que dejaba muy expuesta la trinchera N.º 6 (pág. 33 tomo 2)
- 13 de noviembre: El comandante Galleguillos logra neutralizar en “La portada” a un grupo de 50 jinetes argentinos y un pelotón de fusileros que intentaban tomar la torre de San Francisco. Los sitiados lanzan la primera bala de cañón hacia el caserío de Cerro Grande donde se apostaba la oficialidad del gobierno (pág. 23 tomo 2).
- 14 de noviembre: A las 4 y media de la madrugada se inicia otro bombardeo sobre la ciudad, especialmente sobre la trinchera N.º 7, que recibía el fuego de los cañones del Lazareto y las balas de los fusileros gobiernistas apostados ya en la torre de San Francisco. A las 9 de la noche comienzan a llegar a la plazuela de San Francisco las columnas de infantería del gobierno para realizar un ataque, sin embargo las hermanas Montero logran dar aviso a los sitiados desde una ventana de la casa de Edwards con un lienzo puesto a contraluz que decía: “¡¡ El enemigo va a atacar las dos trincheras de San Francisco, son más de 300!! ” (pág. 35 tomo 2). Gracias a esto los sitiados rápidamente dieron una gran descarga de balas sobre la infantería gobiernista desde la misma casa, logrando el repliegue de las tropas en gran desorden.
- 18 de noviembre: Por la noche el ejército central inicia un ataque frontal sobre la trinchera N.º 7 y el claustro de Santo Domingo, la zona se debió reforzar con reservas para evitar la brecha hacia la plaza (pág. 40, 41 tomo 2). Luego en la casa de Edwards se inicia otro punto de ataque con fuego de granadas que fue prontamente sofocado (pág. 43). Desde la trinchera N.º 8 se abrió un fuego cruzado con 25 fusileros sobre los sitiadores que logró rechazar al ataque gobiernista.
- 21 de noviembre: Enviado por el gobierno llega al campamento de Cerro Grande el ministro de justicia, Don Máximo Mujica (pág. 56 tomo2). Este da la orden de incendiar los puntos más vulnerables de la línea defensiva serenense. Estos eran la casa de Edwards y la del vicecónsul inglés David Ross, contigua a la anterior. Ambas se ubicaban en el sector norte de la plazuela de San Francisco (pág. 56 y 57 tomo 2). Se depone a José Miguel Carrera de su puesto de Intendente de la plaza y queda en arresto voluntario. (pág. 61 tomo 2)
- 24 de noviembre: A las 8 de la mañana, los soldados sitiadores ubicados en la avanzada de la torre de San Francisco comienzan a arrojar lienzos empapados con aguarrás y camisas embreadas sobre los techos de la casa de Edwards que se encontraba en la esquina opuesta de la iglesia. En cuestión de horas el hermoso edificio fue destruido completamente por las llamas frente a la impotencia de las tropas sitiadas que no pudieron amagar el incendio (pág. 60 tomo 2). Aprovechando el caos, desde la torre de La Merced los tropas gobiernistas dirigen un ataque desde los tejados y luego los patios y árboles contiguos sobre la trinchera N.º 6. Candelario Barrios e incluso José Miguel Carrera participan de la defensa logrando detener el avance. Esta sorpresivo ataque fue conocido como “el ataque del lúcumo de las Lozas” (pág. 61 tomo 2)
- 25 de noviembre: Sobre las brechas que se abrieron en el incendio de la esquina (Balmaceda/ Ed. de la Barra) se inicia el ataque más formidable del sitio (pág. 63 y 64). Las compañías de la brigada de marina, del Buin y del n.º 5 intentan asaltar las trincheras n.º 7 y 8. Muchos soldados gobiernistas se apuestan sobre los tejados y la defensa se hace incluso desde el interior del claustro de Santo Domingo. Finalmente este ataque es repelido por las fuerzas sitiadas gracias al fuego de granadas. El ejército del gobierno, desalentado ante la resistencia, se retira dejando a más de 30 de sus hombres caídos en las tejas, calles y veredas. La cifra de sus heridos fue considerablemente mayor. (pág. 68). Entre los soldados sitiados las bajas se acercaron a los 20 hombres, algunos mutilados y muertos por los mismos cañones que reventaron durante la batalla.
- 8 de diciembre: Los revolucionarios de Concepción son derrotados en Loncomilla, La Serena queda como solitario foco de la sublevación de las provincias.
- 11 de diciembre: Fastidiados los sitiados de las bajas que producían los tiradores de la torre de San Francisco se pidió la absolución al prior Robles, se apuntó un cañón con la venia del padre que con un disparo tan certero se destruyó la viga de la enorme campana haciéndola caer sobre los fusileros, arrastrando vigas, escaleras, pisos y soldados. Los tiros homicidas de la torre se silenciaron para siempre (pág. 133 tomo 2).
- 17 de diciembre: El campamento del escuadrón de Atacama, acantonado desde el comienzo del sitio en la fundición de Carlos Lambert, ubicada en el margen norte del río Elqui, fue atacada por el comandante Silvestre Galleguillos y sus carabineros junto a una fuerza de infantería al mando del gobernador Arteaga (pág. 56 sitio de la serena volantines). Salvó milagrosamente Felipe Varela y el comandante de las tropas argentinas, Pablo Videla, que al saltar una tapia, un soldado le dio un sablazo.
- 25 de diciembre: En la mañana, se firma un acuerdo entre el Coronel Garrido, del gobierno central, y Antonio Alfonso, comisionado por el comandante general de armas, Justo Arteaga. En él se convinieron la suspensión de hostilidades hasta el 27 de diciembre, pues ese día llegaba una comisión con nuevas noticias desde Valparaíso.
- 26 de diciembre: Estalla en Copiapó la Revolución de Bernardino Barahona (pág. 147 sitio de la serena volantines), esto provoca la movilización de gran parte de las tropas que defendían a La Serena.
- 28 de diciembre: El coronel Arteaga, sabiendo que la causa estaba perdida dimite de su cargo dejando a en su puesto de gobernador al comandante Ignacio Afonso. Este a su vez traspasa su cargo Nicolás Munizaga. Arteaga, Ruiz, Herrera y Urquiza se retiran de la plaza buscando refugio en el bergatín Entrepenant, porque comprometidos en la revolución del 20 de abril, no podían adherir a los beneficios del Tratado de Purapel que buscaba la amnistía de los implicados en la revolución. (pág. 291, 87, el sitio de la serena, rev. de los libres)
- 8 de enero de 1852: En la Batalla de Linderos es sofocada la revolución de Copiapó dejando más de un centenar de muertos (pág. 147 sitio de la serena volantines)

## Características de las trincheras
Para construir las trincheras se desempedraron todas las veredas de granito ubicándolas a modo de base sólida de unas dos varas y media en su alto y ancho, frente a ellas se cavó un foso de una vara y media de profundidad y ancho. En el centro de la trinchera se dejó un portalón abierto para colocar el cañón que debía defenderla. La parte superior de la trinchera estaba coronada por sacos de tierra que se elevaban unas dos o tres varas sobre el cimiento de piedra. Los cuales se iban renovando a medida que el fuego los inutilizaba. Cuatro de las trincheras eran semicirculares de modo que podían hacer fuego a dos calles distintas. En ellas se instaló dos o tres cañones, o bien uno giratorio. En el exterior de las trincheras y a cierta distancia se dispusieron minas terrestres llamadas “infiernillos” compuestas de hasta dos arrobas de pólvora y tarros de metralla. (pág. 301 vic mackena)

## Trincheras
La defensa de la ciudad se organizó en torno a nueve trincheras ubicadas en las esquinas de las manzanas perimetrales de la plaza de armas. En ellas se dispusieron diez cañones, uno de calibre 18 libras, tres de calibre 12 libras y el resto de menor tamaño.(pág. 286, el sitio de la serena y la revolución de los libres)
Trinchera n.º 1 Infantería Cívica (Esquina Pedro Pablo Muñoz/ G. Cordovez)
compuesta por:
- 1 Sargento Mayor graduado
- 1 Teniente
- 5 Sargentos
- 4 Cabos
- 28 Soldados

Artillería
- 1 Sargento Mayor graduado.
- 2 Tenientes
- 2 Alféreces
- 2 Cabos
- 4 Artilleros
- 12 Agregados

El comandante era el sargento mayor graduado Balvino Comella.
Trinchera n.º 2 Infantería Cívica (Esquina Pedro Pablo Muñoz/ A. Prat)
compuesta por:
- 1 Subteniente
- 2 Sargentos
- 3 Cabos
- 11 Soldados

El comandante era el subteniente José Arnados.
Trinchera n.º 3 Infantería Cívica (Esquina Pedro Pablo Muñoz/ Brasil)
compuesta por:
- 1 Teniente
- 3 Sargentos
- 4 Cabos
- 20 Soldados

Artillería
- 1 Sargento
- 1 Alférez
- 1 Cabo
- 2 Artilleros
- 8 Agregados

El comandante era el Teniente José María Covarrubias.
Trinchera n.º 4 Infantería Cívica (Esquina Brasil/ Matta)
compuesta por:
- 4 Sargentos
- 5 Cabos
- 14 Soldados

El comandante era el sargento José María Vega.
Trinchera n.º 5 Infantería Cívica (Esquina Brasil/ Carrera)
compuesta por:
- 1 Sargento
- 2 Cabos
- 12 Soldados

Artillería
- 2 Oficiales
- 1 Sargento
- 2 Soldados
- 4 Agregados
- 2 Cabos

El comandante era el alférez José María Lazo.
Trinchera n.º 6 Infantería Cívica (Esquina Prat/ Cienfuegos)
compuesta por:
- 1 Capitán
- 1 Teniente
- 1 Subteniente
- 3 Sargentos
- 6 Cabos
- 17 Soldados

Artillería
- 1 Sargento Mayor Graduado
- 1 Alférez
- 1 Sargento
- 2 Cabos
- 8 Soldados

El comandante de esta trinchera era el sargento mayor don Isidoro A. Morán.
Trinchera n.º 7 Infantería Cívica (Esquina Cordovez/ Cienfuegos)
compuesta por:
- 1 Sargento mayor graduado
- 1 Subteniente
- 7 Sargentos
- 5 Cabos
- 30 Soldados

Artillería
- 1 Teniente
- 1 Subteniente
- 1 Sargento
- 1 Cabo
- 8 Artilleros

El comandante de esta trinchera era el sargento mayor graduado don Candelario Barrios.
Trinchera n.º 8 Infantería Cívica (Calle Carrera, entre G. Cordovez y Ed. de la Barra)
compuesta por:
- 1 Sargento Mayor Graduado
- 2 Sargentos
- 4 Cabos
- 12 Soldados

Artillería
- 1 Capitán
- 1 Teniente
- 2 Sargentos
- 1 Cabo
- 6 Soldados

El comandante de esta trinchera era el sargento mayor graduado don Miguel Cavada.
Trinchera n.º 9 Infantería Cívica (Esquina Matta/ Ed. de la Barra)
compuesta por:
- 1 Teniente
- 3 Sargentos
- 4 Cabos
- 23 Soldados

Artillería
- 1 Teniente coronel graduado
- 1 Capitán
- 1 Alférez
- 1 Sargento
- 2 Cabos
- 10 Soldados

El comandante de esta trinchera era el teniente coronel don Ricardo Ruiz.

## Personas destacadas
José Miguel Carrera Fontecilla: Militar, hijo del prócer José Miguel Carrera.
Benjamín Vicuña Mackenna: Destacado político e historiador.
Felipe Varela: guerrillero argentino elevado post mortem a general de la república por la presidenta Cristina Fernández.
Gregorio Torres: artista argentino discípulo de Monvoisin, fue el creador de la única ilustración conocida del sitio. La obra actualmente se encuentra en la exhibición del museo Gabriel González Videla.
Juan Nicolás Álvarez: Uno de los más grandes opositores de Diego Portales. Fue el creador de "El diablo político", periódico satírico contra el régimen de Portales que le valió diversas persecuciones políticas. Durante el sitio creó el "Periodiquito de la Plaza" el cual era lanzado sobre las tropas gobiernistas a través de volantines.
Juan Crisóstomo Álvarez: Militar y caudillo argentino nacido en Tucumán. Notables fueron sus participaciones en la guerras civiles argentinas contra la dictadura de Rosas. Fue fusilado equivocadamente en Tucumán dos meses después terminado el Sitio en La Serena.

## Conclusiones
Si bien el futuro de la revolución de 1851 en el norte se sella en la batalla de Loncomilla, este sitio marca un precedente para la siguiente levantamiento de las provincias contra el gobierno central en 1859.
El costo de esta resistencia fue una gran destrucción de las calles y viviendas periféricas de La Serena, incluso el saqueo de casas y algunos templos. Las fuerzas sitiadoras sufrieron unas 200 bajas, mientras que los sitiados perdieron unos 100 hombres. Muchos personajes de renombre en la zona debieron partir al exilio.
Respecto a los ideales liberales, estos más tarde serían encauzados en la creación del Partido Radical en Copiapó y el estallido de la revolución de 1859.